# Éléonore Faucher
Pour les articles homonymes, voir Faucher.
Éléonore Faucher, née le 10 janvier 1973 à Nantes et morte le 27 août 2023 dans le 15e arrondissement de Paris, est une réalisatrice et scénariste française.

## Biographie

### Formation
Éléonore Faucher naît le 10 janvier 1973 à Nantes.
Après avoir découvert le cinéma au lycée Gabriel-Guist'hau à Nantes, dans la classe préparatoire Ciné-Sup, elle poursuit ses études à l'École nationale supérieure Louis-Lumière, puis commence sa carrière comme assistante caméra sur plusieurs films comme La Vie de Jésus, Dieu seul me voit, Kennedy et moi, réalisant en parallèle quelques courts métrages.

### Carrière
En 2003, Éléonore Faucher réalise son premier long métrage, Brodeuses, qui sort l'année suivante et lui vaut une grande reconnaissance critique ainsi que quelques prix et nominations de prestige.
Elle écrit ensuite un scénario inspiré d’une correspondance que ses parents ont échangée alors que son père faisait son service militaire en Algérie mais, faute de trouver les financements nécessaires à la réalisation de ce film, elle en a fait un livre, Quand les cigognes claquaient du bec dans les eucalyptus. Elle a aussi écrit un roman jeunesse inspiré du conflit algérien, de cette année 1962, et de son désir de tourner avec des enfants : Un petit quelque chose de différent.
Elle écrit et réalise ensuite Gamines, adaptation du roman autobiographique de Sylvie Testud, où elle peut concrétiser son désir en dirigeant trois petites filles.
Dans Les Déferlantes, elle retrouve Sylvie Testud et Lola Naymark, les deux comédiennes de ses premiers films, pour adapter le roman de Claudie Gallay à la télévision. Elle retrouve ainsi le plaisir de filmer la nature, plus encore que dans ses films précédents, en révélant les paysages du cap de la Hague.
Elle réalise alors La Maladroite, téléfilm traitant de l'enfance maltraitée. Inspiré d'une histoire réelle, il est diffusé à deux reprises sur France 2 pour la journée mondiale de l'enfance en 2019 et 2020.
Elle crée, écrit et réalise la mini-série Et la montagne fleurira, une saga familiale adaptée du roman de Françoise Bourdon, Le Mas des Tilleuls. On y partage la lutte d'un jeune homme pour son amour, son domaine, et la République, dans la Provence du XIXe siècle.

### Mort
Éléonore Faucher meurt à l'âge de 50 ans le 27 août 2023, des suites d'un cancer qu'elle combattait depuis quelques années, comme l'annonce sa famille le lendemain. Elle était mère de deux enfants qu'elle avait eus avec le réalisateur Jean-Christophe Delpias.

## Galerie

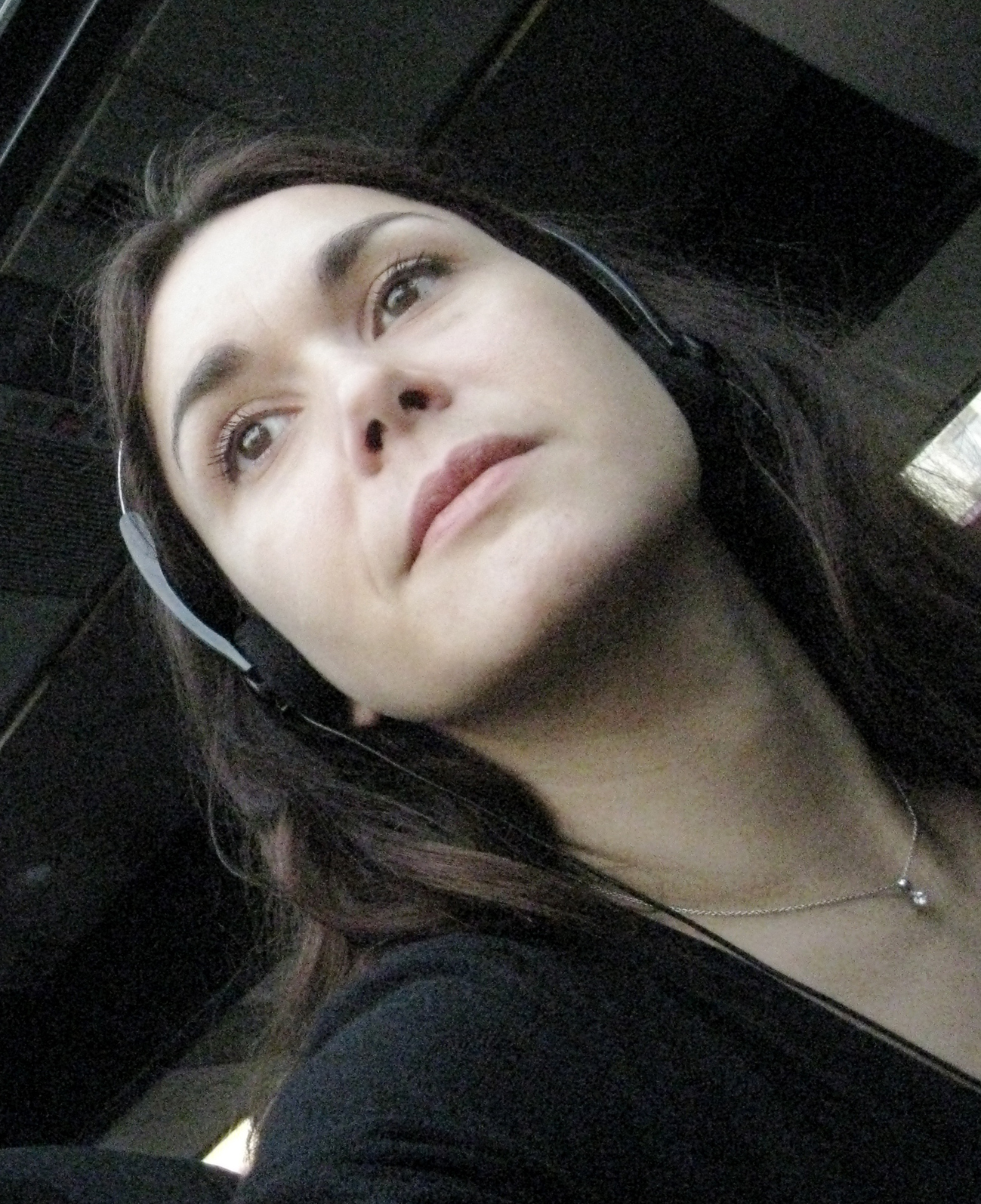
En tournage.
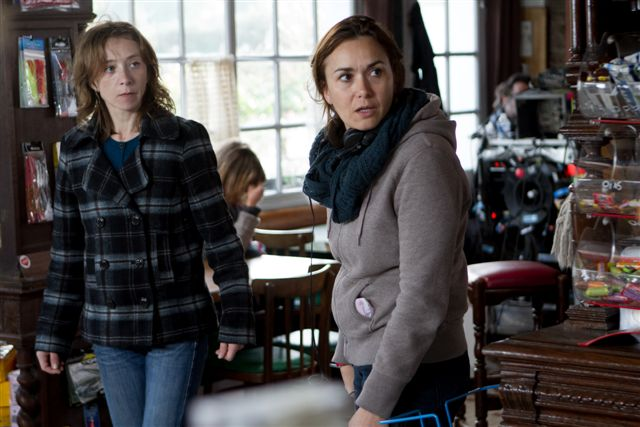
Tournage Les Déferlantes.
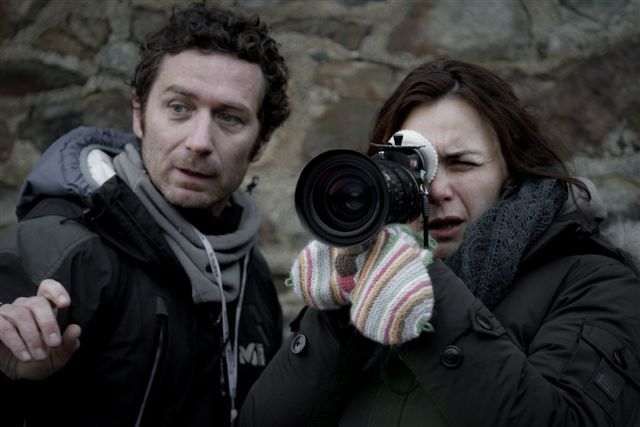
Avec Pierrick Gantelmid'Ille (Les Déferlantes).
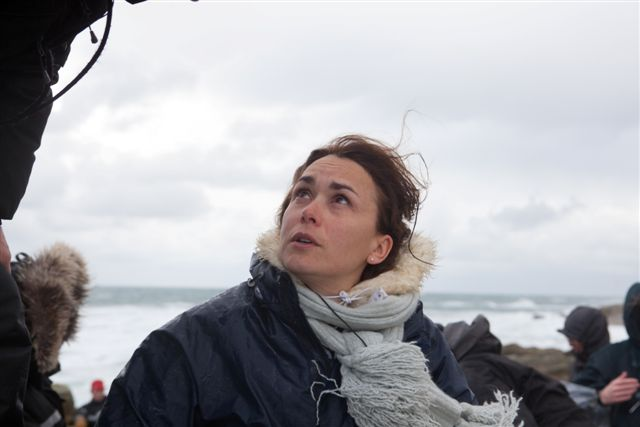
Tournage Les Déferlantes.
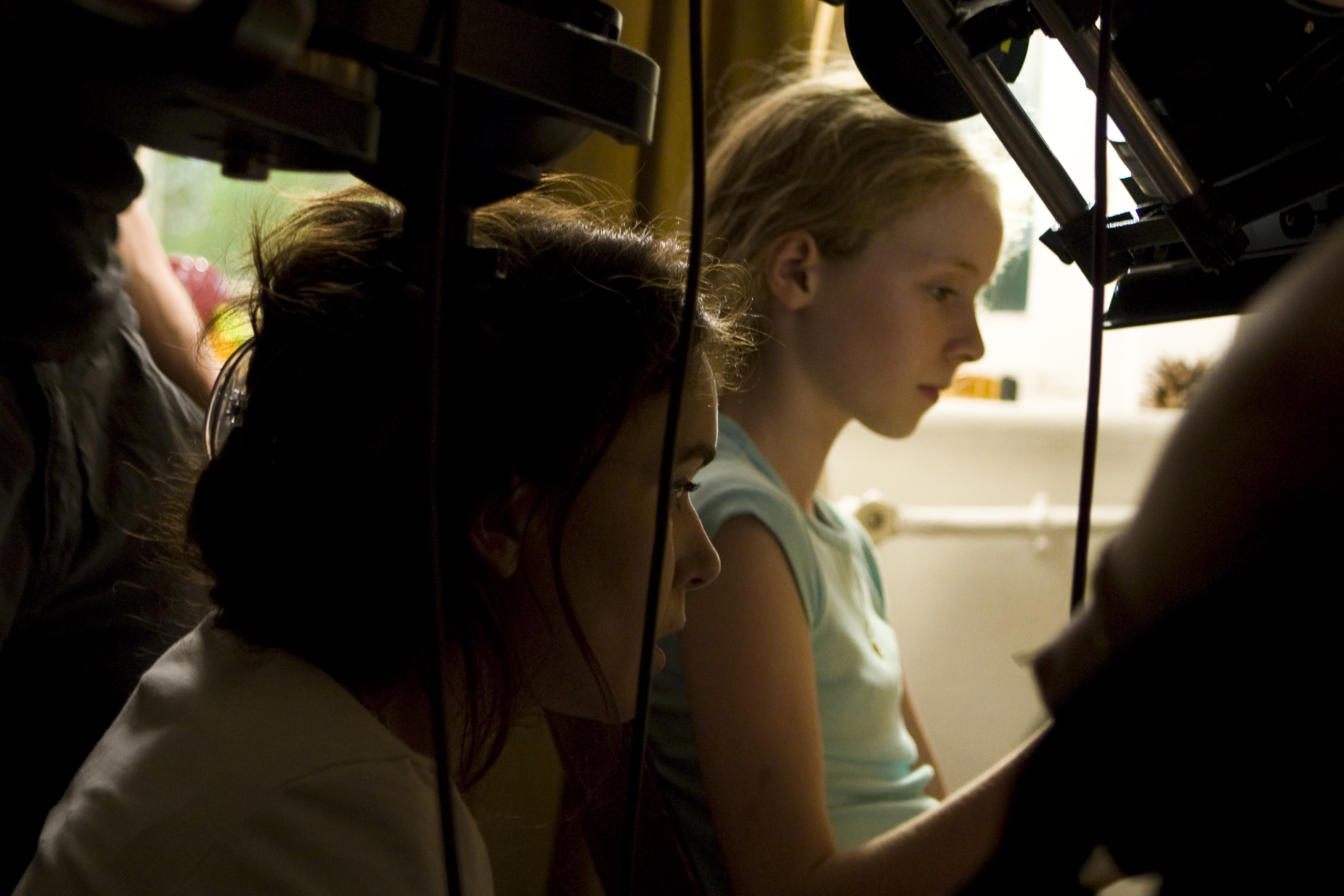
Avec Zoé Duthion sur Gamines.
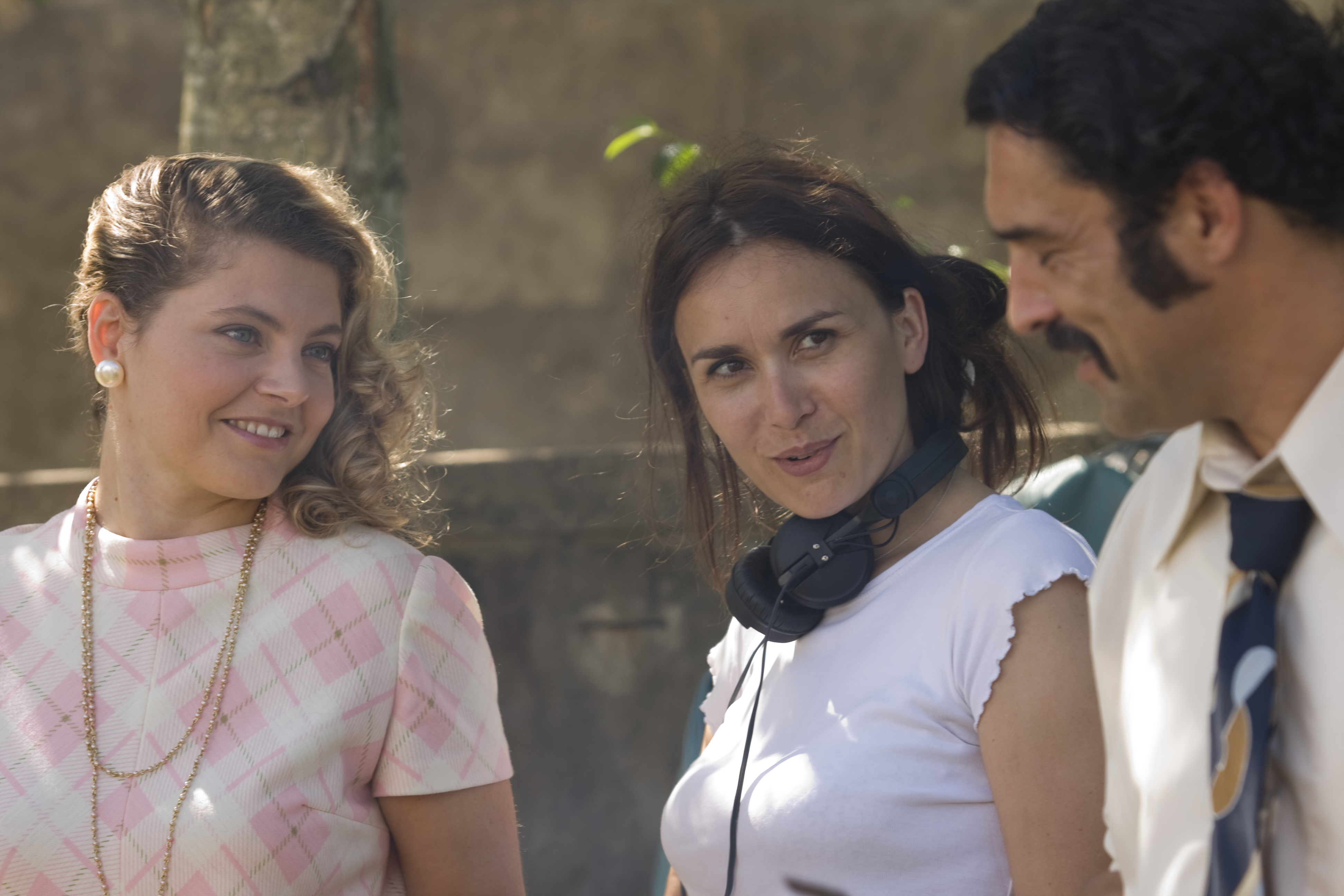
Tournage Gamines, Sophie Guillemin et Jean-Pierre Martins.
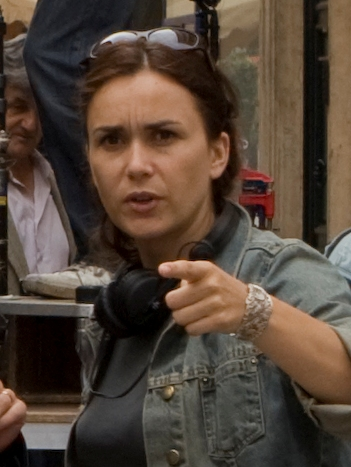
Tournage de Gamines.

## Filmographie

### Scénariste et réalisatrice
- 1994 : Les Toilettes de Belle-Ville (court métrage, film de fin d'études à l'École nationale supérieure Louis-Lumière)
- 1998 : Ne prends pas le large (court métrage)
- 2004 : Brodeuses (long métrage cinéma)
- 2009 : Gamines adapté du roman éponyme de Sylvie Testud (long métrage cinéma)
- 2013 : Les Déferlantes[11] adapté du roman éponyme de Claudie Gallay (téléfilm)
- 2022 : Et la montagne fleurira (mini-série)

### Réalisatrice
- 2019 : La Maladroite (téléfilm).

### Assistante caméra
- 1996 : Entre ciel et terre de Jacques Maillot
- 1997 : Abus de méfiance de Pascal Légitimus
- 1997 : La Famille Sapajou d'Élisabeth Rappeneau (téléfilm)
- 1997 :  Familles de Bruno Bontzolakis (court métrage)
- 1997 : La Vie de Jésus de Bruno Dumont
- 1997 : L'Amour dans le désordre d'Élisabeth Rappeneau (téléfilm)
- 1997 : Ça reste entre nous de Martin Lamotte
- 1999 : Kennedy et moi de Sam Karmann
- 2001 : Requiem de Stéphan Guérin-Tillié (court métrage)

## Publications
- 2008 : Un petit quelque chose de différent, éd. Syros, coll. « Tempo + », Paris, 97  p.  (ISBN 978-2-7485-0728-7) (roman jeunesse)
- 2012 : Quand les cigognes claquaient du bec dans les eucalyptus ou correspondance d'un appelé d'Algérie, préface de Benjamin Stora, éd. Fayard, Paris, 518  p.  (ISBN 978-2-213-65158-3)

## Distinctions

### Récompenses
- Festival de Cannes 2004 : Grand prix de la semaine de la critique et Prix SACD du scénario (avec Gaëlle Macé) pour Brodeuses
- Festival de Deauville 2004 : Prix Michel d'Ornano du meilleur scénario français pour Brodeuses
- Prix du Syndicat français de la critique de cinéma 2005 : meilleur premier film pour Brodeuses
- Festival de Florence 2004 : Grand prix pour Brodeuses
- Festival du Croisic 2009 : Prix de la meilleure adaptation pour Gamines.
- Prix du Syndicat de la critique de cinéma pour La Maladroite : "Meilleure Fiction TV 2019"
- Prix Italia "Meilleure Fiction TV" pour La Maladroite
- Prix média ENFANCE majuscule 2020 (mention) Catégorie fiction pour La Maladroite[12]

### Nominations
- Prix européen du cinéma 2004 : meilleure première œuvre pour Brodeuses
- César 2005 : meilleur premier film pour Brodeuses, meilleur espoir féminin pour Lola Naymark, meilleur second rôle féminin pour Ariane Ascaride dans Brodeuses.